# Eurymorion murici
Eurymorion murici is een spinnensoort in de taxonomische indeling van de hangmatspinnen (Linyphiidae).
Het dier behoort tot het geslacht Eurymorion. De wetenschappelijke naam van de soort werd voor het eerst geldig gepubliceerd in 2010 door Rodrigues en Ott.